# Bent Tomtum
Bent Tomtum (ur. 6 lutego 1949 w Vardalu, zm. 15 października 2001 w Gjøvik) – norweski skoczek narciarski, reprezentant kraju, olimpijczyk.

## Kariera
Bent Tomtum w międzynarodowych zawodach zadebiutował 13 lutego 1966 roku we francuskim Autrans, w którym zajął 11. miejsce.
Wkrótce został jednym czołowych norweskich zawodników. Sezon 1966/1967 był najlepszym sezonem w karierze Tomtuma. 22 stycznia 1967 roku na skoczni Lugnet w Falun zajął 2. miejsce podczas zawodów rozgrywanych w ramach Szwedzkich Igrzysk Narciarskich, tuż za swoim rodakiem, Larsem Grinim, natomiast 5 marca 1967 roku na skoczni Holmenkollbakken w Oslo zajął 2. miejsce podczas zawodów rozgrywanych w ramach Festiwalu Narciarskiego w Holmenkollen, tuż za swoim rodakiem, Bjørnem Wirkolą. W tym samym roku zdobył mistrzostwo w Mo i Rana (na normalnej skoczni) oraz wicemistrzostwo Norwegii w Voss (na dużej skoczni). W 1968 roku zajął 4. miejsce w klasyfikacji generalnej Turnieju Czterech Skoczni 1967/1968, natomiast na igrzyskach olimpijskich 1968 w Grenoble zajął 5. miejsce na dużej skoczni.
Potem ze zmiennym szczęściem startował na międzynarodowych zawodach. Ostatnie sukcesy Tomtuma: to mistrzostwo Norwegii 1969 w Raufoss na normalnej skoczni, 2. miejsce w konkursie na Orlen Arena Oberstdorf w Oberstdorfie w ramach Turnieju Czterech Skoczni 1970/1971 (30 grudnia 1970 roku) oraz 3. miejsce w konkursie Tygodnia Lotów Narciarskich na skoczni Vikersundbakken w Vikersund, rozgrywanym w dniach 26–28 marca 1971 roku.
Ostatni raz wziął udział z zawodach 18 lutego 1973 roku na skoczni Snowflake w amerykańskim Westby, w których zajął 27. miejsce.

## Igrzyska olimpijskie

### Indywidualnie
| 1968 Grenoble/Saint-Nizier-du-Moucherotte | – | 5. miejsce (K-90) |

### Starty B. Tomtuma na igrzyskach olimpijskich – szczegółowo
| Miejsce | Dzień     | Rok  | Miejscowość                 | Skocznia | Punkt K | HS | Konkurs  | Skok 1 | Skok 2 | Nota      | Strata   | Zwycięzca          |
| ------- | --------- | ---- | --------------------------- | -------- | ------- | -- | -------- | ------ | ------ | --------- | -------- | ------------------ |
| 5.      | 18 lutego | 1968 | Saint-Nizier-du-Moucherotte | Dauphiné | K-90    | –  | indywid. | 98,5 m | 95,0 m | 212,2 pkt | 19,1 pkt | Władimir Biełousow |

## Turniej Czterech Skoczni

### Miejsca w klasyfikacji generalnej
| Sezon     | Miejsce |
| --------- | ------- |
| 1967/1968 | 4.      |
| 1969/1970 | 28.     |
| 1970/1971 | 14.     |
| 1972/1973 | 54.     |

## Szwedzkie Igrzyska Narciarskie

### Miejsca w klasyfikacji generalnej
| Sezon | Miejsce |
| ----- | ------- |
| 1966  | 14.     |
| 1967  | 2.      |

## Tydzień Lotów Narciarskich

### Miejsca w klasyfikacji generalnej
| Sezon | Miejsce |
| ----- | ------- |
| 1967  | 8.      |
| 1969  | 31.     |
| 1970  | 21.     |
| 1971  | 3.      |

## Festiwal Narciarski w Holmenkollen

### Miejsca w klasyfikacji generalnej
| Sezon | Miejsce |
| ----- | ------- |
| 1967  | 2.      |
| 1968  | 12.     |
| 1969  | 76.     |
| 1970  | 54.     |
| 1971  | 16.     |